# 布莱克尔迫击炮
布莱克尔迫击炮（英語：Blacker Bombard），也称29毫米杆式迫击炮（英語：29-mm Spigot Mortar），是英国在第二次世界大战初期使用的一种步兵反坦克武器。1940年，面对德军登陆英国的威胁，陆军中校斯图尔特·布莱克尔为重装备极度短缺的英国国民军设计了这款新式反坦克武器。当时英国正规军的反坦克炮同样短缺，面对浪费资源的指责，这款武器最终在英国首相温斯顿·丘吉尔的亲自干预下才得以服役。然而，作为一款应急性武器，布莱克尔迫击炮的反坦克性能十分有限，结果在大量生产的布莱克尔迫击炮中，只有极小部分被投入进实战。

## 研制历史
随着法国战役的失败，英国远征军在1940年6月4日最终撤离了欧洲大陆。英国上下愈发担心德军可能会入侵英国本土。但是，由于敦刻尔克大撤退时英军大量抛弃了各式装备，如果德军真的进行登陆，英国陆军此时几乎没有武器可以自保。英军在人数上同样具有劣势：1940年6月末，英军部署了27个师，而海峡对岸的德军有100多个师。 总体而言，英国陆军的反坦克炮特别短缺：全英国只有167门——其余840门被丢弃在了法国。反坦克炮弹药同样非常稀少，以至于法规禁止任何弹药用于训练。
由于上述的原因，所有可用的现代化武器都被分配给了英国正规军。而英国国民军（各地民兵）被迫用特制武器补充他们所拥有的少量且过时的武器库。 斯图尔特·布莱克尔中校设计的“布莱克尔迫击炮”便是其中之一。 在20世纪30年代早期，布莱克尔对杆式迫击炮的概念起了兴趣，并着手研究。与传统迫击炮不同，杆式迫击炮没有炮管，取而代之的是一根发射杆。当要发射迫击炮时，炮弹被插到发射杆上，而击针沿杆向上撞击，激发弹丸内部的底火并引爆发射杆末端的发射药；火药燃气便将炮弹炸向空中。
布莱克尔最初设计了一款轻型排级迫击炮，称为重弩（英語：Arbalest），并递交至英国陆军部，但遭西班牙的设计击败。 布莱克尔未受影响继续实验，尝试将杆式设计应用于步兵反坦克武器之中，一开始他发现杆式设计无法提供足够初速以穿透装甲， 但布莱克尔依然没有放弃，并在1938年发展出一种反坦克迫击炮；他以一种中世纪攻城火炮“Bombard”的名字，将自己的设计称作“布莱克尔迫击炮”（英語：Blacker Bombard）。
当第二次世界大战开始时，布莱克尔是一名地方军的陆军中校。他两年间一直在向陆军部推荐他的迫击炮，但没成功。开战后陆军部建议他把设计递交给当时正在寻求支援欧洲各地反抗组织的武器备选的国防部第一科。 布莱克尔向第一科的负责人米尔斯·杰弗里斯宣称他的迫击炮是门很好的反坦克武器——有着和QF 2磅炮类似的穿甲能力、和ML 3英寸迫击炮类似的射程。 皇家炮兵的负责人和其他一些官员对他的说法都保有疑问。1940年8月18日，英国首相温斯顿·丘吉尔观看了这款武器的演示；演示后，丘吉尔表示喜欢这款武器，并让布莱克尔迫击炮进入量产，作为英国国民军在获得2磅炮之前的临时反坦克武器。
本土部队司令部（英語：General Headquarters Home Forces）最终认定布莱克尔迫击炮是有效的反坦克武器。本土部队司令官，阿兰·布鲁克认为由于布莱克尔迫击炮结构简单，可以由很年轻的士兵使用。 在英格兰东南部，14000门布莱克尔迫击炮被订购；每个反坦克营获得24门，每个飞艇库守备队获得12门，每个国民军连2门，旅8门。然而皇家空军的人员不被允许使用这种武器。

## 设计

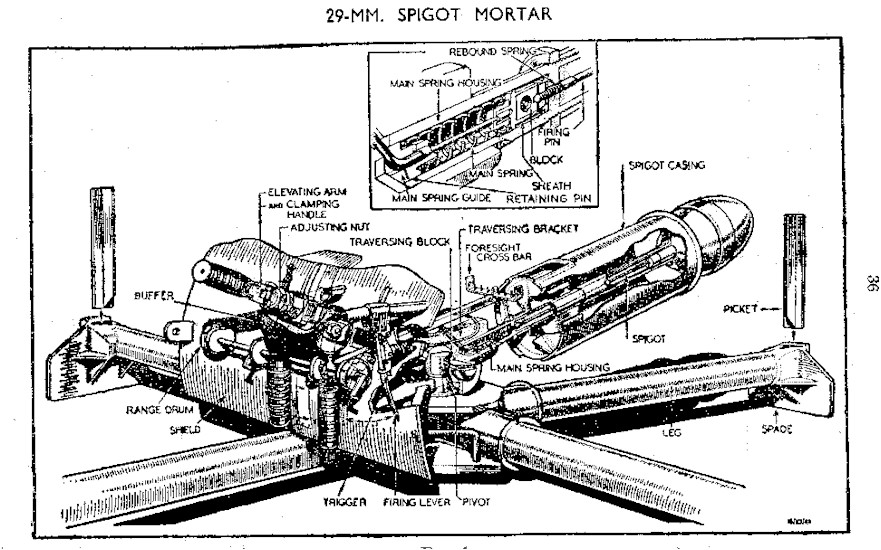
布莱克尔迫击炮的剖视图

布莱克尔迫击炮是一款29毫米杆式迫击炮（29毫米是发射杆的直径，杆式迫击炮没有传统意义上的炮管）。炮身重51千克， 连炮架重163千克，炮组由3到5人组成。 当使用20磅的反坦克高爆弹时，它有约100码（91米）的有效射程；尽管由于射弹无法获得足够的速度，不可能击穿坦克的装甲，但其高爆弹头装药相当大，如果直接命中仍然可以重创敌军坦克。作为炮口装填的武器，布莱克尔迫击炮的射速较慢，平均每分钟射速只有6至12发；所以炮组必须很好地伪装武器并以第一发击中目标。布莱克尔迫击炮拥有两种弹药：20磅的反坦克高爆弹，每门炮配发150发，和更轻的14磅的反人员高爆弹，每门配发100发。 20磅的反坦克弹药不是很优秀的武器：他们的引信不灵敏，这意味着他们经常会穿过没有装甲的目标而不会引爆，而且一旦爆炸，巨大的杀伤范围经常会让破片伤到炮组。
布莱克尔迫击炮可以使用一种大型十字形炮架作为机动火炮，也可以被固定在不动的混凝土基座上； 使用时布莱克尔迫击炮通常都放置在路障之类的防御工事附近用于伏击。 英军似乎倾向于将布莱克尔迫击炮用于静态防御：整门火炮被布置在一个坑中，由皇家工兵建造额外的安装架，以提供可从中射击武器的替代位置。
整门布莱克尔迫击炮，拆分为炮身、底座，四根支腿，地桩，两个大锤和工具箱，可以被五个人搬运。

## 弹药
反坦克20磅高爆弹
- 发射药： 17克线状无烟火药
- 弹重： 19.5磅（8.8）
- 装药： 8.75磅（3.97）
- 长度: 26英寸（0.66米）
- 直径: 6英寸（150 mm）
- 引信: No. 283 Mark I 弹体引信

反人员14磅高爆弹
- 发射药： 20克线状无烟火药
- 弹重： 14.75磅（6.69）
- 引信: No. 152 弹头引信
- 杀伤半径: 100码（91米）

## 服役历史

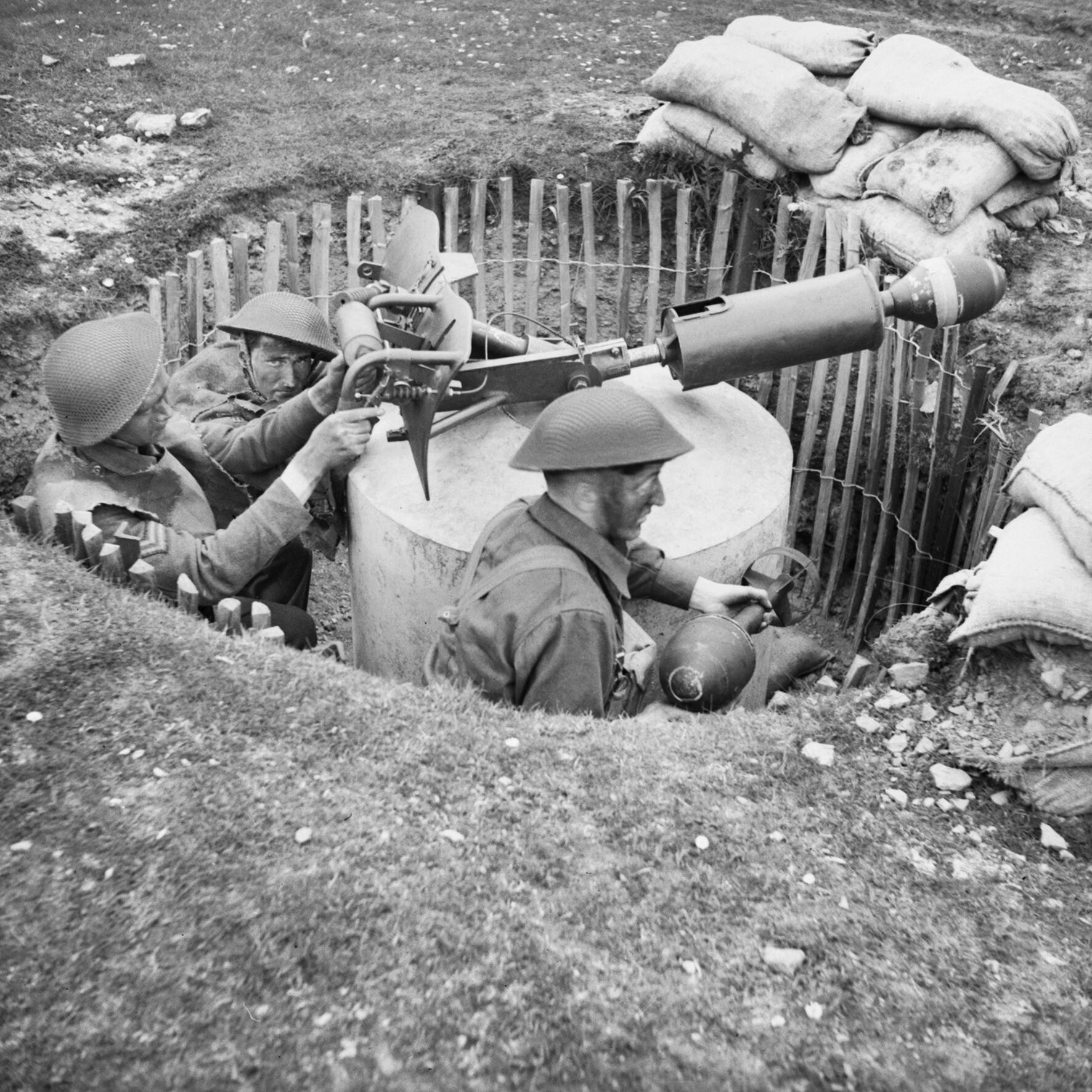
国民军士兵训练使用固定式布莱克尔迫击炮，1943年5月

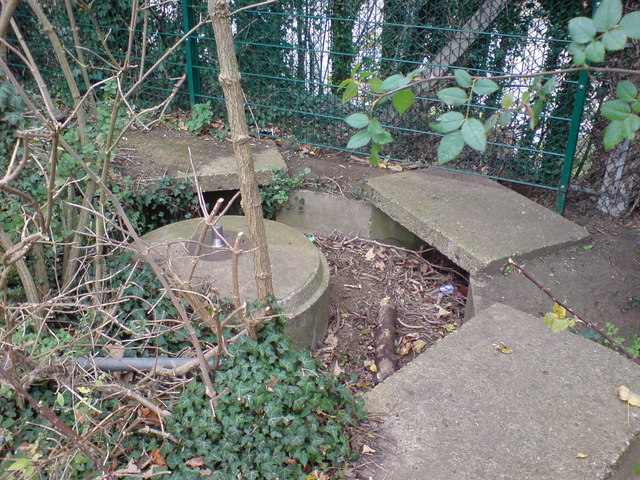
荒废的布莱克尔迫击炮阵地，肯特郡，2007年

第一批布莱克尔迫击炮于1941年末服役， 英国正规军和国民军都有装备。 但是由于其性能不佳，布莱克尔迫击炮很快淡出了现役。到1942年7月，全英国各地一共生产装备了22000门布莱克尔迫击炮，但是士兵普遍很不喜欢这款武器。有些部队试图用自己的迫击炮交换别的部队的汤普森冲锋枪，而有些士兵甚至直接拒绝使用它们。 但是有的历史学家认为，大量生产装备布莱克尔迫击炮展示了政府认真对待国民军的态度，否则很多国民军部队根本没有武器可用。布莱克尔迫击炮之所以能够服役更多的是出于“公共关系”的考量。 一定数量的布莱克尔迫击炮在西部沙漠战役中被运往前线，作为反人员武器使用。虽然因为布莱克尔迫击炮太重，不易机动，真正实战的数量可能很少。
布莱克尔迫击炮的设计也启发了之后PIAT步兵反坦克武器和皇家海军的刺猬炮的研制。

## 使用国家
- 英国[1]
- [18]
- 新西兰[18]
- 印度[19]
- 苏联[20]